# 53088 Mauricehirsch
53088 Mauricehirsch è un asteroide della fascia principale. Scoperto nel 1998, presenta un'orbita caratterizzata da un semiasse maggiore pari a 2,659357 UA e da un'eccentricità di 0,192737, inclinata di 5,051103° rispetto all'eclittica. Ha un diametro di 6,743 km e un'albedo di 0,032.